# 塞尔希奥·马萨
塞尔希奥·托马斯·马萨（西班牙語：Sergio Tomás Massa，發音：[ˈseɾxjo ˈmasa] ⓘ；1972年4月28日—）是一名阿根廷政治家和律师，马萨自2022年8月3日起担任阿根廷经济部长。2019年至2022年期间，马萨也担任了众议院议长，并且还在布宜诺斯艾利斯省当选，成为了中左翼政治联盟“大众阵线”的国家众议员。
马萨曾于2008年至2009年间担任克里斯蒂娜·费尔南德斯·德基什内尔政府的内阁首席部长。他还两次担任过蒂格雷的市长，并曾担任阿根廷国家社会保险局的行政主管。2022年7月28日，阿尔韦托·费尔南德斯任命马萨为经济部长，于同年8月3日正式就职。
马萨过去也是正义党成员，但他于2013年创立了自己的政党，即复兴阵线。并作为“联合新选择”联盟的领导人，参加2015年的总统选举，在选举第一轮得票21%，位列第三。八年后的2023年，马萨作为“祖国联盟”的候选人，第二次竞选总统，第一轮收获36.68％的选票，首次进入第二轮选举。第二轮选举得票44.31％，不敌米莱败选。

## 早年生活
马萨1972年出生于布宜诺斯艾利斯西部的圣马丁郊区，他的父母都是意大利人。他的父亲出生在西西里的尼谢米，母亲出生在的里雅斯特。马萨在布宜诺斯艾利斯的圣安德烈斯长大。马萨在圣奥古斯丁学院完成了小学和中学阶段的教育；后就读于贝尔格拉诺大学，这是一所位于布宜诺斯艾利斯的私立大学。然而，马萨的法律学位还没取得就离开了学校，并与马莱娜·加尔马里尼结婚。马莱娜·加尔马里尼的父亲费尔南多·加尔马里尼，当时是卡洛斯·梅内姆政府的国家体育部长。直到2013年立法选举竞选期间，马萨才取得了他的法律学位。

## 政治生涯

### 早期事业
1989年，马萨成为保守派政党“阿根廷民主中间联盟”的成员，并担任圣马丁镇议员亚历杭德罗·凯克（Alejandro Keck）的助手。1995年，当时总统梅内姆在很大程度上放弃了他民粹主义正义党的纲领，转向支持更加保守的政策，也因此得到了民主中间联盟的支持并连任。马萨在此期间加入了执政的正义党。
1999年，马萨作为正义党候选人，当选为布宜诺斯艾利斯省众议院议员。在2001年底，一场危机导致激进公民联盟的费尔南多·德拉鲁阿总统辞职，随后国会任命了正义党参议员爱德华多·杜阿尔德为总统，而杜阿尔德是一位比梅内姆更传统的庇隆主义者。因为马萨与餐馆工人工会领袖路易斯·巴里奥努埃沃有交情，杜阿尔德任命年仅29岁的马萨为阿根廷社会保障局的行政主管。
务实的马萨在2005年的立法选举期间，加入了总统内斯托尔·基什内尔所领导的中左翼联盟“胜利阵线”，并作为其候选人参选。马萨在赢得众议院的席位后，他应总统的要求放弃了议员职位，继续担任社会保障局行政主任一职；马萨在该职位上又待了两年。从2006年12月开始，马萨负责监督了数百万个私人养老金账户自愿转移至社会保障管理局的管理之下。

### 蒂格雷市长和内阁首席部长

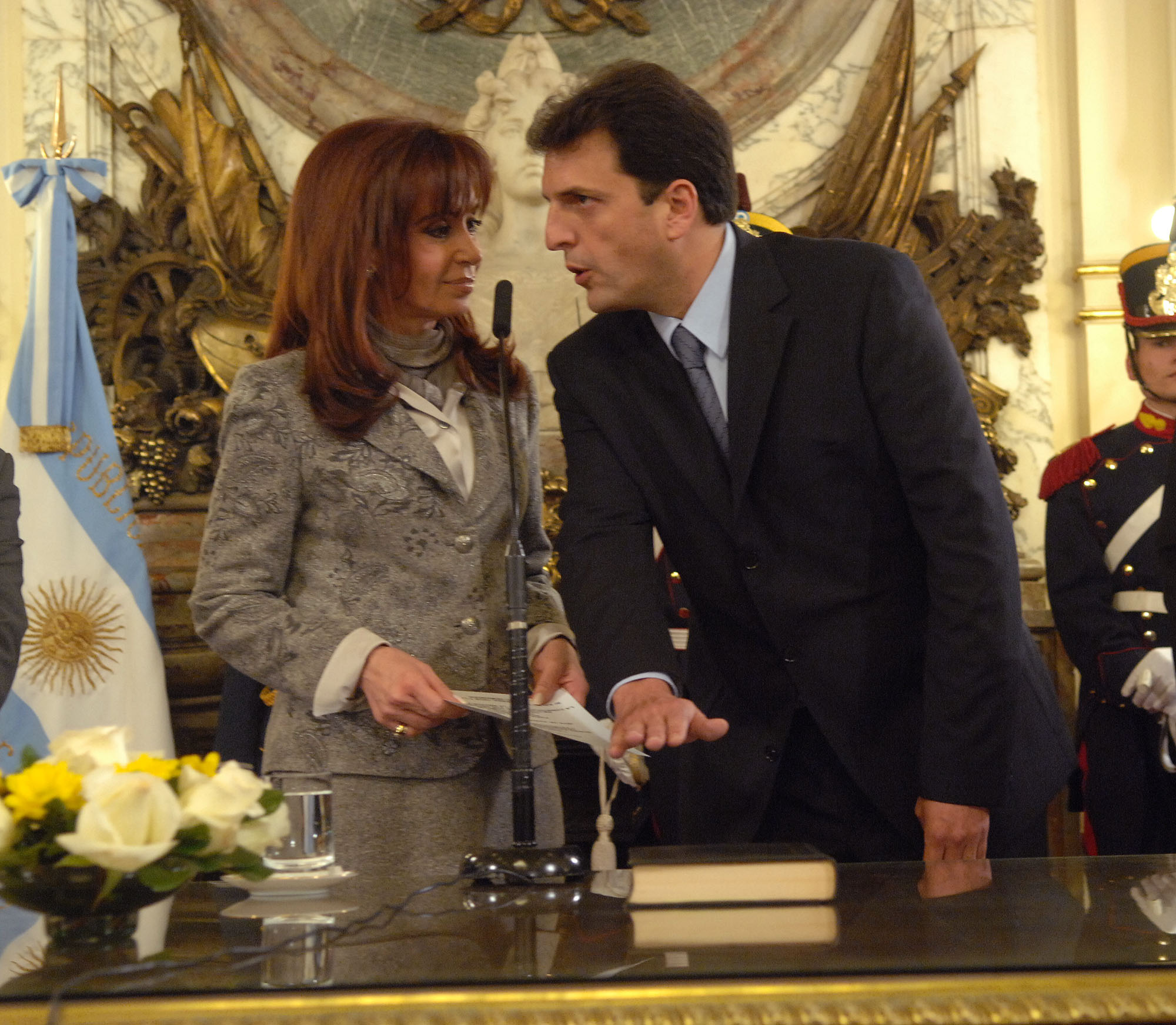
2008年，马萨在克里斯蒂娜·费尔南德斯总统的陪同下宣誓就任内阁首席部长。

2007年10月，马萨当选为巴拉那三角洲蒂格雷市的市长。同月的选举中，正义党的克里斯蒂娜·德基什内尔成功当选为阿根廷总统。2008年7月16日，拥有国会多数席位的基什内尔集团遭遇了一次重大挫折；克里斯蒂娜·德基什内尔的增加农产品出口税提案在表决时意外地被副总统胡里奥·科沃斯投下反对票，从而打破了平票局面。这场争议导致阿根廷内阁首席部长阿尔韦托·费尔南德斯于7月23日辞职，接替他的是36岁的塞尔吉奥·马萨；马萨因此成为自1994年职务创立以来担任该职位最年轻的部长。
在2009年6月的中期选举之前，马萨被说服作为执政的“胜利阵线”的候补候选人参选（选举结束后，马萨把新席位让给党内名单排名上的低票者）。作为政治交换，马萨以自己的名义招募了自己的候选人参加蒂格雷市议会，其中包括他的妻子。也因此使他与胜利阵线里的其他人产生了隔阂。此外，马萨在一系列政策上与德基什内尔总统存在分歧，包括将亏损的私人养老基金国有化、利用国家统计与普查研究所低估通胀数据，以及授予商务部长吉列尔莫·莫雷诺广泛的监管权。在2009年中期选举里，胜利阵线以微弱劣势落败后，马萨向总统递交了内阁首席部长的辞职信，生效日期为当年的7月7日。马萨在此前任命了市议会议长为临时市长，马萨于7月24日再次成为蒂格雷市市长。
在马萨市长任期内，进行了大规模的基础设施工程，包括污水处理、饮用水供应和城市改造（包括北三角洲Nordelta），对蒂格雷和市区等区域进行了改造，美化了从卡松大街到蒂格雷酒店的海岸线。
马萨降低了谋杀率，并创建了市政监控中心，安装了广泛的监控和安全摄像头系统，使蒂格雷在2010年底成为犯罪率最低的城市之一。他最大的管理成就是创建了市政监控中心，这个中心成为了周边市镇效仿的典范。

### 与基什内尔派的分裂
2010年，马萨与布宜诺斯艾利斯省的其他八名市长一起呼吁建立独立于省警察的地方警察部门。这个被称为“8人组”的团体在不同程度上对基什内尔政府感到不满，并开始将马萨视为未来总统的候选人。马萨因此卷入了争议，因为2010年维基解密文件曝光了他前一年在美国大使馆主持晚宴上的一些不当行为。根据美国驻阿根廷大使比尔马·索科罗·马丁尼兹的一份电报，有报道称马萨透露了与前总统内斯托尔·基什内尔合作的细节，马萨声称他是一个“精神病患者；一个政治上威吓人的怪物，他的自卑感显而易见。”马萨还补充说：前总统“掌控着阿根廷政府”，而他的妻子（克里斯蒂娜·德基什内尔总统）“只是听命行事”，并且“没有他会更好”。尽管如此，马萨仍然作为胜利阵线的成员和克里斯蒂娜·德基什内尔政府的一员，并于2011年以胜利阵线的候选人再次当选市长，获得了73%的选票。
2013年10月中期选举前的民意调查显示，马萨如果在胜利阵线的名单下竞选国会议员，前景将会比独立竞选更好。然而，在6月22日截止日期前，马萨最终选择与布宜诺斯艾利斯省8名市长组成的“8人组”和其他支持者，特别是前阿根廷工业部长荷西·伊格纳西奥·德·门迪古伦一起，组建了自己的政治团体，即“复兴阵线”。这次脱离基什内尔主义者对马萨来说是成功的，因为在布宜诺斯艾利斯省的初选和大选中，复兴阵线击败了胜利阵线。

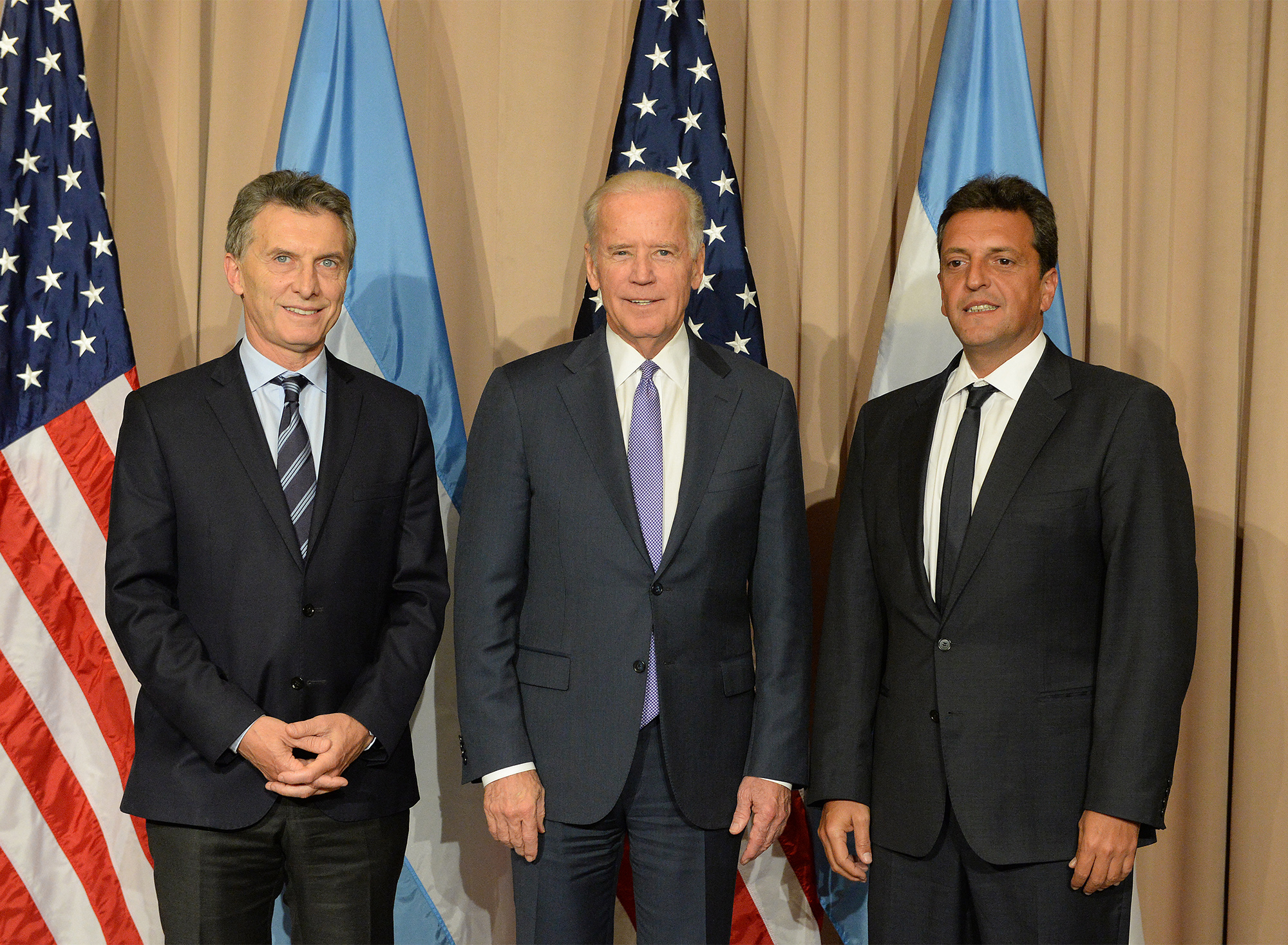
2016年，毛里西奥·马克里、乔·拜登和塞尔吉奥·马萨

### 2015年至2017年

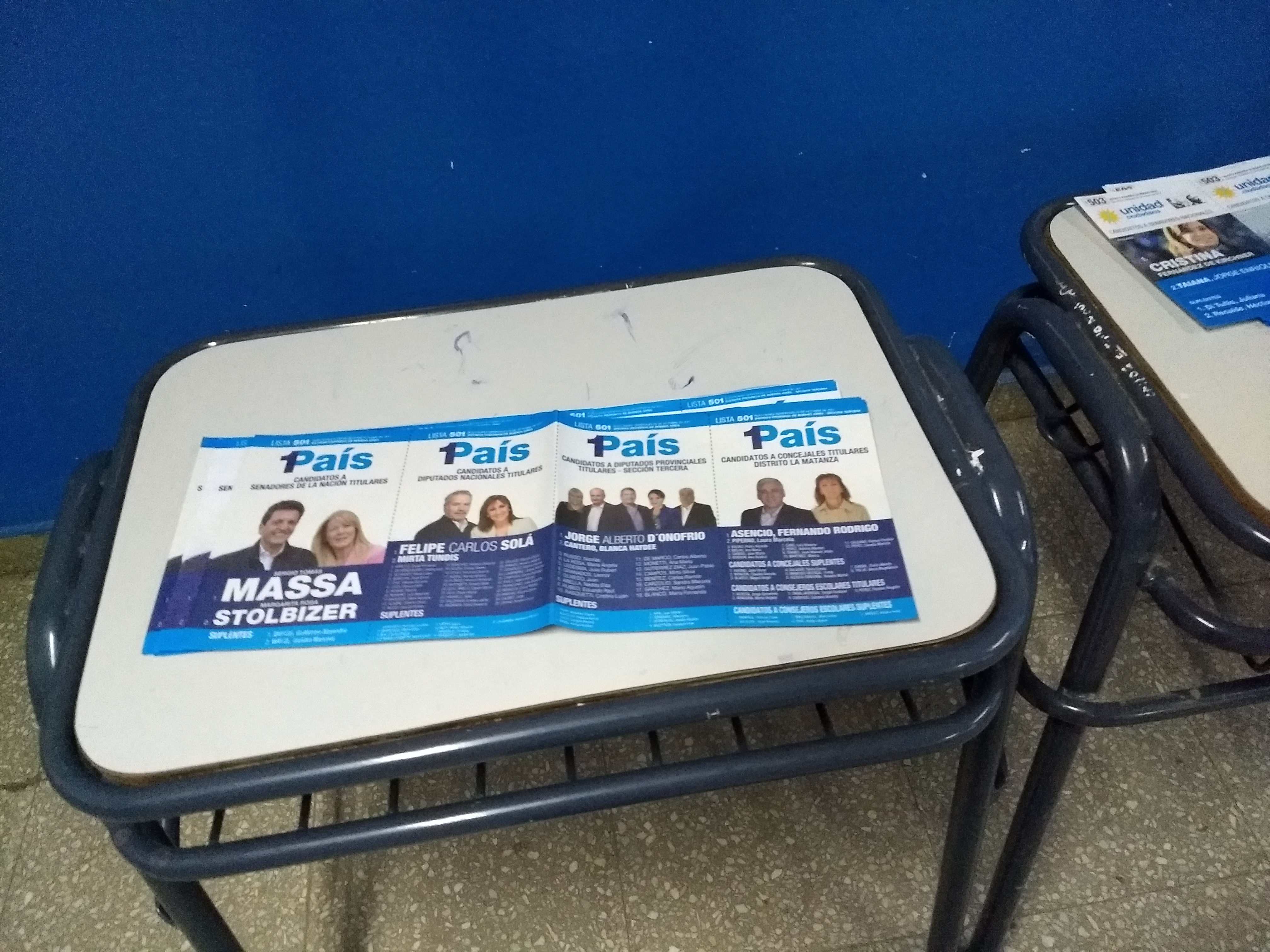
在2017年的立法选举中，一个国家联盟选举人名单中，马萨和斯托尔比泽分别是布宜诺斯艾利斯省参议院的第一位和第二位候选人。

2015年总统大选之前，马萨宣布了竞选阿根廷总统的意向。他与科尔多瓦省省长何塞·曼努埃尔·德拉索塔联手组成了“联合新选择”联盟。马萨试图吸引中间选民，因为这次选举主要是左翼庇隆主义者丹尼尔·肖利和中右翼保守主义者毛里西奥·马克里之间的对决。马萨的竞选重点放在了反腐败、气候变化和可再生能源发展上，并以“阿根廷团结”作为口号。在2015年10月25日的第一轮选举中，马萨以21%的得票率位列第三，落后于得票34％的马克里和得票37％的肖利。后两者进入了第二轮总统选举，最终毛里西奥·马克里胜选。
2017年5月26日，为参加立法选举，马萨与玛加丽塔·斯托尔比塞组建了一个竞选联盟，即“一个国家”联盟。6月7日，他们将维多利亚·唐达及其相关政治组织纳入了这个联盟，但因未能达成候选人名单的共识，几天后就决定退出。
因面临国家众议员职期结束的情况，马萨与斯托尔比泽竞选了布宜诺斯艾利斯省的国家参议院席位。然而，这次参议员竞选失败了，因为“一个国家联盟”在选举中排名第三，落后于合力改变联盟和公民团结。

### 众议院主席和大众阵线

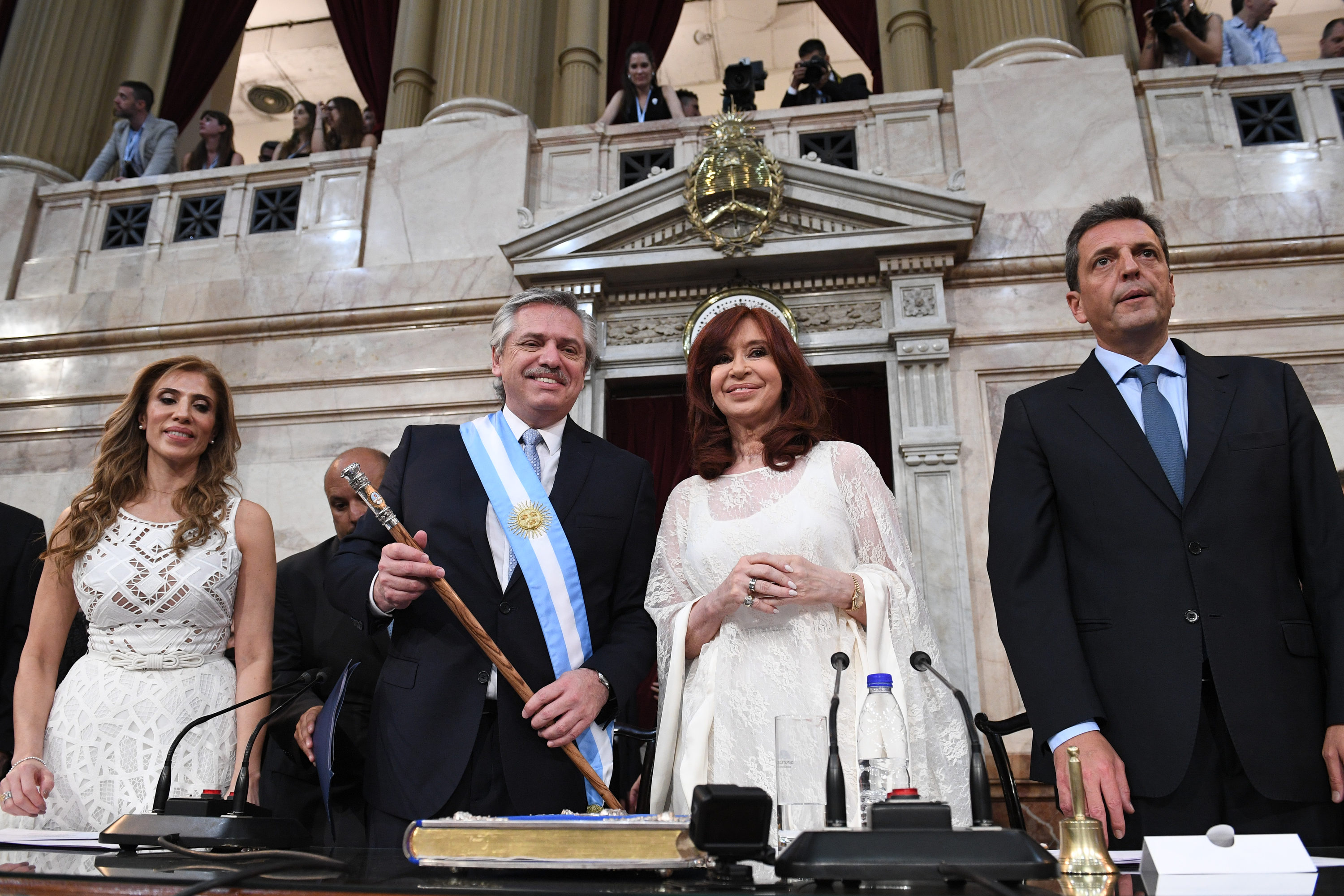
马萨（最右边）在阿尔韦托·费尔南德斯的就职典礼上。

2019年总统大选之前，马萨公开表示想再次竞选总统，并成立了“联邦替代”（Alternativa Federal）联盟，与正义党内的其他非基什内尔派成员，如米格尔·安赫尔·皮凯托和胡安·曼努埃尔·乌尔图韦合作。然而，在克里斯蒂娜·费尔南德斯·德基什内尔宣布她不会竞选总统，而是支持阿尔韦托·费尔南德斯之时，马萨退出了竞选，承诺支持新成立的“大众阵线”，这是包括基什内尔主义者和非基什内尔主义者的中左翼庇隆主义政党联盟。然后，马萨被提名为布宜诺斯艾利斯省“大众阵线”名单中的第一位候选人，竞选国家众议院议员席位。
在布宜诺斯艾利斯省，大众阵线取得了碾压性的胜利，轻松确保了马萨在众议院的席位。在2019年12月4日上任后，马萨当选为众议院议长，接替了埃米利奥·蒙索。作为众议院议长，马萨对众议院法规进行了修改，以确保议会委员会的性别平等，并将有关家庭、妇女、儿童和青少年的委员会分为两个独立的委员会，即家庭与儿童委员会、妇女与多元化委员会。在阿根廷的新冠病毒大流行及随后的封锁期间，马萨的政府试图通过暂停议员的助理服务和限制议员的出行津贴来降低议会工作的成本，旨为五个月内筹集2亿阿根廷比索，用于支持医疗机构。
马萨还与马克西莫·基什内尔和卡洛斯·埃莱尔会面，共同研究了各种倡议，包括一项针对拥有超过2000万阿根廷比索资产的议员税收。
2021年12月，马萨获得了众议院内多数议会党派的支持，继续担任众议院主席职务，其任期延长两年。
在担任众议院主席期间，马萨的主要议程之一是减轻对中产阶级的税收压力。2022年，复兴阵线的议员提出了一项法案，旨在提高所得税的最低征收额。

### 经济部长
2022年7月29日，马萨被任命为阿根廷的新经济部长，在总统阿尔韦托·费尔南德斯内阁中接管了之前独立的经济、生产、农业，这三个部门。这三个部门的合并导致媒体将马萨称为“超级部长”，这个词在以前的政府中曾用来形容经济部长，如尼古拉斯·杜霍夫内和多明戈·卡瓦略。
马萨担任经济部长后，市场最初的猜测涉及他的首批措施，导致阿根廷比索对美元的汇率出现了回升。2022年非官方汇率从7月21日的一美元兑338阿根廷比索，比索价值提高到了8月1日的一美元兑280阿根廷比索。
2023年6月，马萨访问中华人民共和国，续签了1300亿元人民币的货币互换协议，签署了价值30.5亿美元的合作协议。马萨认为从中国借款，比向国际货币基金组织贷款要便宜。

### 2023年总统竞选
2023年6月14日，大众阵线更名为祖国联盟。2023年6月23日，马萨被祖国联盟提名为总统候选人，正义党籍的内阁部长阿古斯丁·罗西为他的竞选搭档。马萨得到了总统费尔南德斯、副总统克里斯蒂娜·德基什内尔以及庇隆主义联盟的其他主要政治派别的支持。
2023年8月13日举行的初步选举中，马萨得票21.9％，位列第二。也击败了祖国联盟提名的另一位候选人胡安·格拉博伊斯。成功进入10月22日的正式选举。
2023年8月28日，塞尔吉奥·马萨前往巴西利亚会见巴西总统卢拉·达席尔瓦，马萨与卢拉达成共识，支持促进两国融资和联合发展计划。马萨认为卢拉是“伟大的人”，感谢了巴西对阿根廷加入金砖国家的支持。卢拉也支持马萨的竞选活动，给其的意见是“反对米莱，战斗到底”。
2023年9月，马萨宣布了一系列减轻税收负担的措施，着重减轻工人阶级负担。通过法令，从10月1日开始，所得税起征点将是177万比索。9月7日，马萨修改了区域经济体具有附加值的产品和副产品的出口关税，将其降至零。9月15日，马萨推出了“不含增值税购物”计划，该计划规定了在商店购物将获得21%的返还，最高限额为18,800比索，有效期至到同年的12月31日。
2023年10月，马萨宣布自己将向国会提交一项法案，以创建一种中央银行数字货币。马萨认为数字货币可以打击黑市经济，并“彻底阻止腐败”。
2023年10月22日，马萨在第一轮选举中取得36.68％的选票，得票超过选前的民调预计。他和得票29.8%、位列第二的哈维尔·米莱将进入11月的决选。
2023年11月19日，马萨在第二轮选举得票44.31％，不敌米莱败选。

## 意识形态
马萨的意识形态被描述为庇隆主义者、自由派庇隆主义者、温和派庇隆主义者，以及环保主义者；政治立场则被描述为中间派。

## 其他职务
- 世界银行，理事会理事（自2022年起） [55]

## 个人生活
马萨的妻子玛莱娜·加尔马里尼也是一名政治家，她是庇隆主义政治家族的一员。加尔马里尼和马萨于1996年相识，并于2001年结婚。他们有两个孩子，分别是米拉格罗斯（Milagros）和托马斯（Tomás）。
在体育方面，马萨是老虎竞技俱乐部（即蒂格雷俱乐部）的支持者。

## 选举历史

### 总统选举
| 选举年 | 职位       | 政治团体 | 政治团体   | 第一轮得票 | 第一轮得票 | 第一轮得票 | 第二轮得票 | 第二轮得票 | 第二轮得票 | 结果 |
| 选举年 | 职位       | 政治团体 | 政治团体   | 全部       | %          | 排名       | 全部       | %          | 排名       | 结果 |
| ------ | ---------- | -------- | ---------- | ---------- | ---------- | ---------- | ---------- | ---------- | ---------- | ---- |
| 2015   | 阿根廷总统 |          | 联合新选择 | 5,386,977  | 21.39%     | 第三名     | 不適用     | 不適用     | 不適用     | 落选 |
| 2023   | 阿根廷总统 |          | 祖国联盟   | 9,645,983  | 36.68%     | 第一名     | 11,516,142 | 44.31%     | 第二名     | 落选 |

### 市长选举
| 选举年 | 职位       | 政治团体 | 政治团体 | 得票    | 得票   | 得票   | 结果 | 参考   |
| 选举年 | 职位       | 政治团体 | 政治团体 | 全部    | %      | 排名   | 结果 | 参考   |
| ------ | ---------- | -------- | -------- | ------- | ------ | ------ | ---- | ------ |
| 2007   | 蒂格雷市长 |          | 胜利阵线 | 125,472 | 77.17% | 第一名 | 当选 | [ 60 ] |
| 2011   | 蒂格雷市长 |          | 胜利阵线 | 130,810 | 73.14% | 第一名 | 当选 | [ 61 ] |

### 立法选举
| 选举年 | 职位       | 政治团体 | 政治团体 | 名单编号 | 选区             | 得票      | 得票   | 得票   | 结果 | 参考   |
| 选举年 | 职位       | 政治团体 | 政治团体 | 名单编号 | 选区             | 全部      | %      | 排名   | 结果 | 参考   |
| ------ | ---------- | -------- | -------- | -------- | ---------------- | --------- | ------ | ------ | ---- | ------ |
| 1999   | 省级众议员 |          | 正义党   | 7        | 第一选区         | 854,583   | 40.80% | 第一名 | 当选 | [ 62 ] |
| 2013   | 国家众议员 |          | 复兴阵线 | 1        | 布宜诺斯艾利斯省 | 3,943,056 | 43.95% | 第一名 | 当选 | [ 63 ] |
| 2017   | 国家参议员 |          | 一个国家 | 1        | 布宜诺斯艾利斯省 | 1,069,747 | 11.31% | 第三名 | 落选 | [ 64 ] |
| 2019   | 国家众议员 |          | 大众阵线 | 1        | 布宜诺斯艾利斯省 | 5,113,359 | 52.64% | 第一名 | 当选 | [ 65 ] |

1. 1 2 3 4  所显示的数据代表了该选区内整个政党/联盟获得的选票份额。